# Agrosuper
Agrosuper S.A. è un'azienda cilena di trasformazione alimentare con sede a Rancagua. È stata fondata nel 1955 da Gonzalo Vial Vial.

## Marchi
- Agrosuper
- Andes Butas
- AquaChile
- Chao Bas
- Frutos del Maipo
- La Crianza
- Pancho Pollo
- Pollos King
- Santi
- Sopraval
- Super Beef
- Super Cerdo
- Super Pollo
- Super Salmón

## Società controllate e divisioni
- Agrosuper International
- Fundación Agrosuper
- Empresas AquaChile S.A.